# Rand (valuta)
Rand (Suid-Afrikaanse rand), förkortas R, är den valuta som används i Sydafrika i Afrika. Valutakoden är ZAR. 1 Rand = 100 cents.
Valutan infördes 1961 och ersatte det sydafrikanska pundet och fick sitt namn efter Witwatersrand, den mycket guldrika åsen som Johannesburg byggdes upp på.

## Användning
Valutan ges ut av South African Reserve Bank - SARB, som grundades 1921 och har huvudkontoret i Pretoria.
Används förutom i Sydafrika även genom valutaunionen Common Monetary Area (CMA) i:
- Lesotho, parallellt med den egna lotin
- Swaziland, parallellt med den egna lilangenin
- Namibia, parallellt med den egna namibiska dollarn

## Valörer
- mynt: 1, 2 och 5 Rand
- underenhet: 5, 10, 20 och 50 cents
- sedlar: 10, 20, 50, 100 och 200 ZAR